# Elaeocarpus angustifolius
Elaeocarpus angustifolius Blume, 1825 è una pianta della famiglia Elaeocarpaceae diffusa in Asia e Oceania.

## Distribuzione e habitat
La specie è diffusa in India, Nepal, Birmania, Thailandia, Cambogia, Cina (Guangxi, Hainan e Yunnan), Indonesia, Malaysia, Papua Nuova Guinea, Australia (Nuovo Galles del Sud, Territorio del Nord e Queensland), Isole Figi e Nuova Caledonia.

## Usi
I semi, noti come rudraksha (dal sanscrito Rudra, ossia Shiva, e aksha, occhi), sono utilizzati tra gli induisti per la realizzazione dei mālā, oggetti sacri simili a rosari.

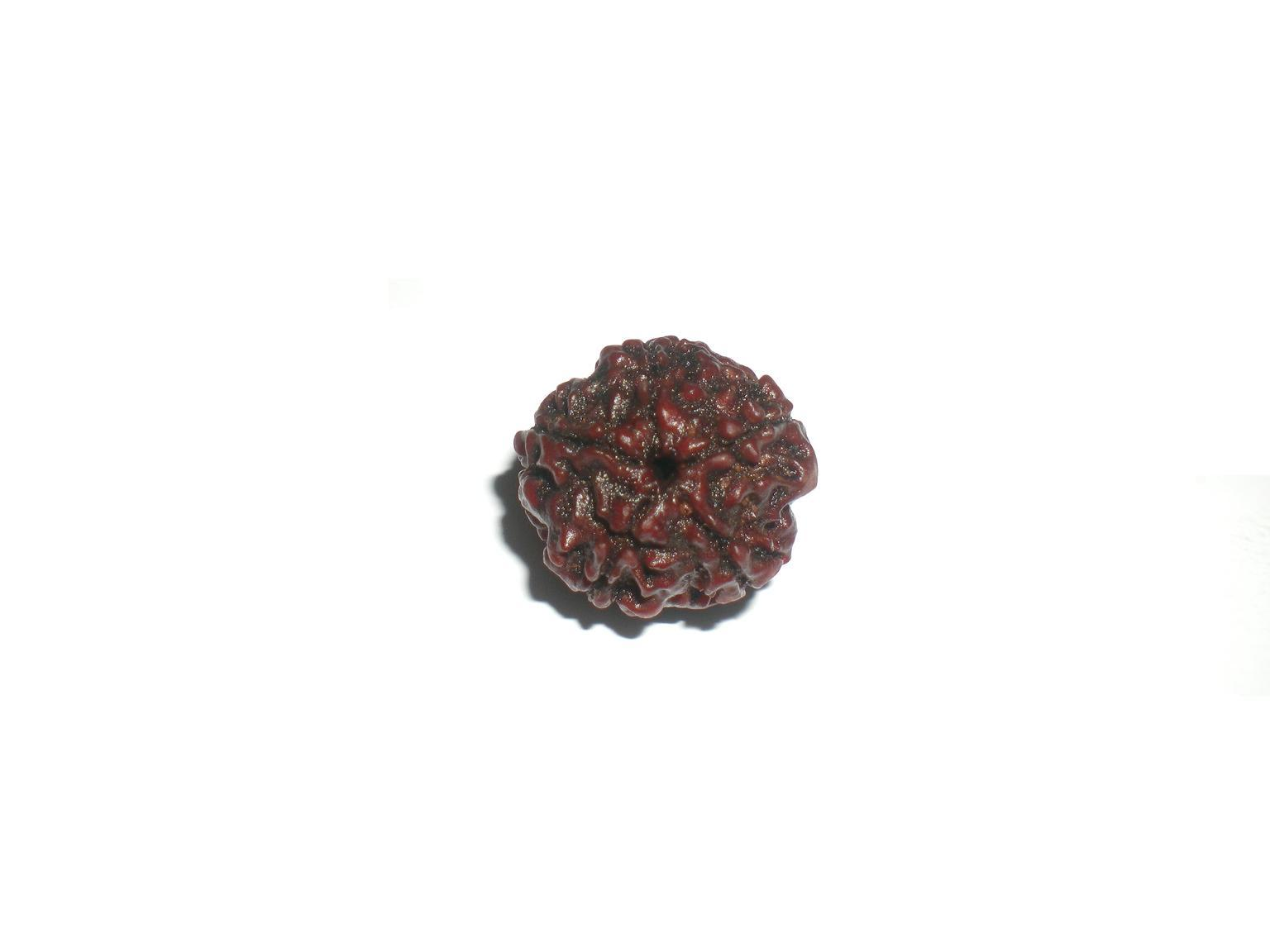
Seme
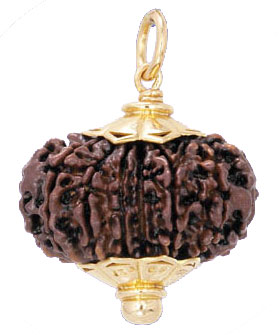